# Fëanor
Fëanor (Quenya: ˈfɛ.anɔr) é um personagem fictício de O Silmarillion, de J. R. R. Tolkien. Ele cria o alfabeto Tengwar [en], as pedras videntes palantír e as três Silmarils, joias habilmente forjadas que dão nome e tema ao livro, desencadeando divisão e destruição. Fëanor é o filho mais velho de Finwë, rei dos Noldor, e de sua primeira esposa, Míriel.
As Silmarils de Fëanor são um tema central de O Silmarillion, enquanto Homens e Elfos lutam contra as forças do mal por sua posse. Após o Senhor das Trevas Morgoth roubar as Silmarils, Fëanor e seus sete filhos fazem o Juramento de Fëanor, prometendo lutar contra qualquer um — seja Elfo, Homem, Maia ou Vala — que retenha as Silmarils.
O juramento leva Fëanor e seus filhos a Terra Média, cometendo atrocidades contra seus próprios Elfos, no primeiro fratricídio, nos portos dos Teleri. Fëanor morre logo após chegar à Terra Média; seus filhos se unem na causa de derrotar Morgoth e recuperar as Silmarils, mas acabam causando mais danos entre os Elfos.
A estudiosa de Tolkien Jane Chance [en] interpreta o orgulho de Fëanor como a causa de sua queda, comparando a corrupção de Elfos e Homens por Morgoth à tentação de Adão e Eva por Satanás e ao desejo por conhecimento divino, como no Jardim do Éden. Outros compararam Fëanor ao líder anglo-saxão Byrhtnoth [en], cuja arrogância tola levou à derrota e morte na Batalha de Maldon. Tom Shippey [en] destaca que o orgulho de Fëanor é, especificamente, o desejo de criar coisas que reflitam sua própria personalidade, comparando isso ao desejo de Tolkien de subcriar. John Ellison compara esse orgulho criativo ao do protagonista do romance de 1947 de Thomas Mann, Doutor Fausto, observando que tanto o romance quanto o legendarium de Tolkien foram respostas à Segunda Guerra Mundial.

## História fictícia

### Primeiros anos

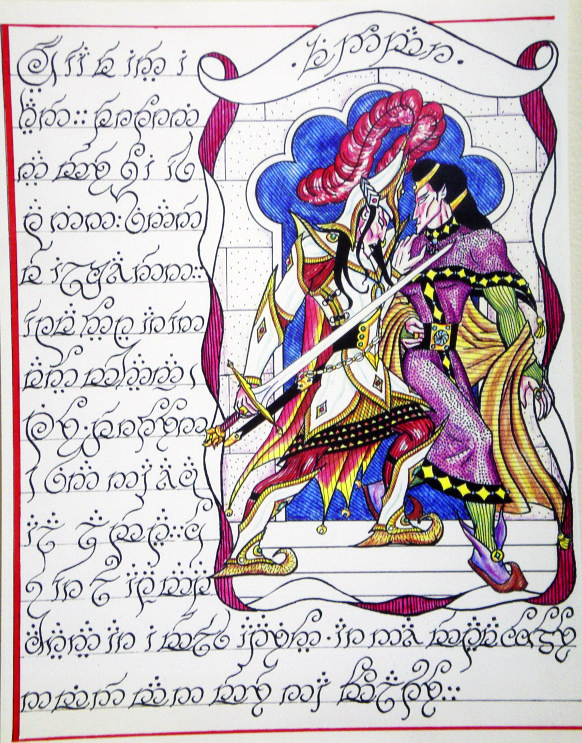
Fëanor e Fingolfin da obra de J. R. R. Tolkien.

O pai de Fëanor é Finwë, o primeiro rei dos Noldor; sua mãe, Míriel, morre, "consumida em espírito e corpo", logo após seu nascimento. Fëanor "foi feito o mais poderoso em todas as partes do corpo e da mente: em valentia, resistência, beleza, entendimento, habilidade, força e sutileza, entre todos os Filhos de Ilúvatar, e uma chama brilhante estava nele." Finwë se casa novamente e tem outros filhos, incluindo os meios-irmãos de Fëanor, Fingolfin e Finarfin. Fëanor estuda com seu sogro Mahtan, aluno do Vala divino Aulë. Ele se torna um artesão e ourives, inventor do alfabeto Tengwar e criador das pedras videntes mágicas, os palantírs.

### Silmarils
Fëanor, "em sua maior realização, capturou a luz das Duas Árvores para criar as três Silmarils, também chamadas de Grandes Joias, que não eram meras pedras brilhantes, mas estavam vivas, imperecíveis e sagradas." Nem mesmo os Valar, com seus poderes divinos, podiam copiá-las. Fëanor também não podia reproduzi-las, pois parte de sua essência foi usada em sua criação. Seu valor é quase infinito, sendo únicas e insubstituíveis. A Vala Varda consagrou as Silmarils, de modo que nenhuma carne mortal, mãos impuras ou qualquer coisa de vontade maligna pudesse tocá-las, pois seria queimada e murcharia.
Fëanor valoriza as Silmarils e começa a suspeitar dos Valar e dos Elfos, acreditando que cobiçam suas joias. O Vala Melkor, recém-libertado da prisão e residindo em Valinor, vê uma oportunidade de semear discórdia entre os Noldor. Fëanor recusa-se a se comunicar com Melkor, mas ainda é envolvido em sua trama. Fëanor adverte Fingolfin com raiva para não espalhar mentiras e ameaça matá-lo. Como punição, os Valar exilam Fëanor para sua casa remota em Formenos por doze anos. Finwë também se retira para Formenos.
Os Valar descobrem que Melkor está manipulando Fëanor e enviam Tulkas para capturá-lo, mas ele já havia fugido. Fëanor percebe sabiamente que o objetivo de Melkor é obter as Silmarils e "fecha as portas de sua casa na face do mais poderoso de todos os habitantes de Eä." Os Valar convidam Fëanor e Fingolfin a Valinor para fazerem as pazes. Fingolfin estende a mão ao meio-irmão, reconhecendo seu lugar como o mais velho. Fëanor aceita, mas logo Melkor e Ungoliant destroem as Duas Árvores, deixando as Silmarils como a única luz remanescente das Árvores. Os Valar pedem a Fëanor que entregue as Silmarils para restaurar as Árvores. Fëanor responde: "Pode ser que eu possa desbloquear minhas joias, mas nunca mais farei algo semelhante; e se devo quebrá-las, meu coração se partirá." Ele se recusa a entregar as Silmarils por vontade própria. Mensageiros de Formenos informam que Melkor matou Finwë e roubou as Silmarils. Yavanna não consegue curar as Duas Árvores.
Por esse feito, Fëanor nomeia Melkor como "Morgoth", "Inimigo Negro". Fëanor se revolta contra o Grande Inimigo, culpando os Valar pelas ações de Morgoth. Ele faz um discurso na cidade élfica de Tirion, persuadindo a maioria de seu povo a retornar à Terra Média para vingar Finwë e se libertar dos Valar. Junto com seus sete filhos, eles fazem o Juramento de Fëanor:
| “ | Eles juraram um oath que ninguém quebrará, e que ninguém deveria fazer, pelo próprio nome de Ilúvatar, invocando a Escuridão Eterna sobre si se não o cumprissem... ...prometendo perseguir com vingança e ódio até os confins do Mundo qualquer Vala, Demônio, Elfo ou Homem ainda não nascido, ou qualquer criatura, grande ou pequena, boa ou má, que o tempo trouxer até o fim dos dias, que detenha, tome ou guarde uma Silmaril de sua posse. | ” |

### Retorno a Beleriand

Arda na Primeira Era. Os Elfos migraram pela Terra Média; muitos viajaram para Valinor (setas verdes à esquerda). O assassinato de Finwë por Melkor levou à Fuga dos Noldor (setas vermelhas à direita) de volta a Beleriand na Terra Média.

Para chegar à Terra Média, Fëanor vai aos litorais de Aman e pede ajuda aos navegantes Teleri. Quando eles recusam, Fëanor ordena que os Noldor roubem os navios. Os Teleri resistem, e muitos são mortos. A batalha ficou conhecida como o Fratricídio de Alqualondë, ou o primeiro fratricídio. Seus filhos, mais tarde, cometem outros dois atos de guerra contra Elfos na Terra Média em seu nome. Em arrependimento, Finarfin, o terceiro filho de Finwë, retorna com seu grupo. Eles são aceitos pelos Valar, e Finarfin governa como Alto Rei dos Noldor em Valinor. Os Elfos que seguem Fëanor e Fingolfin tornam-se sujeitos à Maldição de Mandos, que sofrerão danos se continuarem sua rebelião contra os Valar. Não há navios suficientes para transportar todos os Noldor pelo mar, então Fëanor e seus filhos lideram o primeiro grupo. Ao chegar ao extremo oeste de Beleriand, eles decidem queimar os navios, deixando Fingolfin e seu povo para trás. Furioso, Fingolfin retorna a Beleriand por uma rota terrestre longa e difícil, através do gelo do norte.
Morgoth reúne seus exércitos de sua fortaleza Angband e ataca o acampamento de Fëanor em Mithrim. Essa batalha foi chamada de Batalha sob as Estrelas, ou Dagor-nuin-Giliath, pois o Sol e a Lua ainda não haviam sido criados. Os Noldor vencem a batalha. Fëanor avança em direção a Angband com seus filhos. Ele avista Angband, mas é emboscado por uma força de Balrogs, com poucos Elfos ao seu lado. Ele luta bravamente contra Gothmog, capitão dos Balrogs. Seus filhos chegam com uma grande força de Elfos e expulsam os Balrogs, mas Fëanor sabe que seus ferimentos são fatais. Ele amaldiçoa Morgoth três vezes, mas, com os olhos da morte, vê que seus Elfos, sem ajuda, nunca derrubarão as torres escuras de Thangorodrim.

### Consequências
O Juramento de Fëanor afeta os amantes Beren e Lúthien. Eles roubam uma Silmaril de Morgoth, levando a fratricídios e anos de conflitos entre os Elfos, até que Eärendil leva a Silmaril para o Oeste. Essa Silmaril é perdida para os Filhos de Fëanor, mas as outras duas permanecem na coroa de Morgoth. Elas também são roubadas, uma terminando na terra, outra no mar.
De acordo com a profecia de Mandos, após o retorno final de Melkor e sua derrota na Dagor Dagorath, o mundo será transformado, e os Valar recuperarão as Silmarils. Fëanor será libertado das Sagas de Mandos e entregará as Silmarils a Yavanna. Ele as quebrará, e Yavanna restaurará as Duas Árvores. As Montanhas Pelóri serão niveladas, e a luz das Duas Árvores encherá o mundo em eterna felicidade.

## Casa de Fëanor
| Mahtan   | Mahtan   | Mahtan   | Mahtan   | Mahtan   | Mahtan   |  |  | Míriel | Míriel | Míriel | Míriel | Míriel                       | Míriel                       |                              |                              | Finwë dos Noldor             | Finwë dos Noldor             | Finwë dos Noldor | Finwë dos Noldor | Finwë dos Noldor | Finwë dos Noldor |        |        | Indis dos Vanyar              | Indis dos Vanyar | Indis dos Vanyar | Indis dos Vanyar | Indis dos Vanyar | Indis dos Vanyar |           |           |           |           |           |           |           |           |        |        |        |        |       |       |          |          |          |          |          |          |       |       |       |       |  |  |  |  |  |  |  |  |  |  |  |  |  |  |  |  |  |  |  |  |  |  |  |  |  |  |  |  |  |  |  |  |  |  |  |  |  |  |  |  |  |  |  |  |
| Mahtan   | Mahtan   | Mahtan   | Mahtan   | Mahtan   | Mahtan   |  |  | Míriel | Míriel | Míriel | Míriel | Míriel                       | Míriel                       |                              |                              | Finwë dos Noldor             | Finwë dos Noldor             | Finwë dos Noldor | Finwë dos Noldor | Finwë dos Noldor | Finwë dos Noldor |        |        | Indis dos Vanyar              | Indis dos Vanyar | Indis dos Vanyar | Indis dos Vanyar | Indis dos Vanyar | Indis dos Vanyar |           |           |           |           |           |           |           |           |        |        |        |        |       |       |          |          |          |          |          |          |       |       |       |       |  |  |  |  |  |  |  |  |  |  |  |  |  |  |  |  |  |  |  |  |  |  |  |  |  |  |  |  |  |  |  |  |  |  |  |  |  |  |  |  |  |  |  |  |
|          |          |          |          |          |          |  |  |        |        |        |        |                              |                              |                              |                              |                              |                              |                  |                  |                  |                  |        |        |                               |                  |                  |                  |                  |                  |           |           |           |           |           |           |           |           |        |        |        |        |       |       |          |          |          |          |          |          |       |       |       |       |  |  |  |  |  |  |  |  |  |  |  |  |  |  |  |  |  |  |  |  |  |  |  |  |  |  |  |  |  |  |  |  |  |  |  |  |  |  |  |  |  |  |  |  |
|          |          |          |          |          |          |  |  |        |        |        |        |                              |                              |                              |                              |                              |                              |                  |                  |                  |                  |        |        |                               |                  |                  |                  |                  |                  |           |           |           |           |           |           |           |           |        |        |        |        |       |       |          |          |          |          |          |          |       |       |       |       |  |  |  |  |  |  |  |  |  |  |  |  |  |  |  |  |  |  |  |  |  |  |  |  |  |  |  |  |  |  |  |  |  |  |  |  |  |  |  |  |  |  |  |  |
| Nerdanel | Nerdanel | Nerdanel | Nerdanel | Nerdanel | Nerdanel |  |  |        |        |        |        | Fëanor criador das Silmarils | Fëanor criador das Silmarils | Fëanor criador das Silmarils | Fëanor criador das Silmarils | Fëanor criador das Silmarils | Fëanor criador das Silmarils |                  |                  | Findis           | Findis           | Findis | Findis | Findis                        | Findis           |                  |                  | Fingolfin        | Fingolfin        | Fingolfin | Fingolfin | Fingolfin | Fingolfin |           |           | Lalwen    | Lalwen    | Lalwen | Lalwen | Lalwen | Lalwen |       |       | Finarfin | Finarfin | Finarfin | Finarfin | Finarfin | Finarfin |       |       |       |       |  |  |  |  |  |  |  |  |  |  |  |  |  |  |  |  |  |  |  |  |  |  |  |  |  |  |  |  |  |  |  |  |  |  |  |  |  |  |  |  |  |  |  |  |
| Nerdanel | Nerdanel | Nerdanel | Nerdanel | Nerdanel | Nerdanel |  |  |        |        |        |        | Fëanor criador das Silmarils | Fëanor criador das Silmarils | Fëanor criador das Silmarils | Fëanor criador das Silmarils | Fëanor criador das Silmarils | Fëanor criador das Silmarils |                  |                  | Findis           | Findis           | Findis | Findis | Findis                        | Findis           |                  |                  | Fingolfin        | Fingolfin        | Fingolfin | Fingolfin | Fingolfin | Fingolfin |           |           | Lalwen    | Lalwen    | Lalwen | Lalwen | Lalwen | Lalwen |       |       | Finarfin | Finarfin | Finarfin | Finarfin | Finarfin | Finarfin |       |       |       |       |  |  |  |  |  |  |  |  |  |  |  |  |  |  |  |  |  |  |  |  |  |  |  |  |  |  |  |  |  |  |  |  |  |  |  |  |  |  |  |  |  |  |  |  |
|          |          |          |          |          |          |  |  |        |        |        |        |                              |                              |                              |                              |                              |                              |                  |                  |                  |                  |        |        |                               |                  |                  |                  |                  |                  |           |           |           |           |           |           |           |           |        |        |        |        |       |       |          |          |          |          |          |          |       |       |       |       |  |  |  |  |  |  |  |  |  |  |  |  |  |  |  |  |  |  |  |  |  |  |  |  |  |  |  |  |  |  |  |  |  |  |  |  |  |  |  |  |  |  |  |  |
|          |          |          |          |          |          |  |  |        |        |        |        |                              |                              |                              |                              |                              |                              |                  |                  |                  |                  |        |        |                               |                  |                  |                  |                  |                  |           |           |           |           |           |           |           |           |        |        |        |        |       |       |          |          |          |          |          |          |       |       |       |       |  |  |  |  |  |  |  |  |  |  |  |  |  |  |  |  |  |  |  |  |  |  |  |  |  |  |  |  |  |  |  |  |  |  |  |  |  |  |  |  |  |  |  |  |
| Maedhros | Maedhros | Maedhros | Maedhros | Maedhros | Maedhros |  |  | Maglor | Maglor | Maglor | Maglor | Maglor                       | Maglor                       |                              |                              | Celegorm                     | Celegorm                     | Celegorm         | Celegorm         | Celegorm         | Celegorm         |        |        | Curufin                       | Curufin          | Curufin          | Curufin          | Curufin          | Curufin          |           |           | Caranthir | Caranthir | Caranthir | Caranthir | Caranthir | Caranthir |        |        | Amras  | Amras  | Amras | Amras | Amras    | Amras    |          |          | Amrod    | Amrod    | Amrod | Amrod | Amrod | Amrod |  |  |  |  |  |  |  |  |  |  |  |  |  |  |  |  |  |  |  |  |  |  |  |  |  |  |  |  |  |  |  |  |  |  |  |  |  |  |  |  |  |  |  |  |
| Maedhros | Maedhros | Maedhros | Maedhros | Maedhros | Maedhros |  |  | Maglor | Maglor | Maglor | Maglor | Maglor                       | Maglor                       |                              |                              | Celegorm                     | Celegorm                     | Celegorm         | Celegorm         | Celegorm         | Celegorm         |        |        | Curufin                       | Curufin          | Curufin          | Curufin          | Curufin          | Curufin          |           |           | Caranthir | Caranthir | Caranthir | Caranthir | Caranthir | Caranthir |        |        | Amras  | Amras  | Amras | Amras | Amras    | Amras    |          |          | Amrod    | Amrod    | Amrod | Amrod | Amrod | Amrod |  |  |  |  |  |  |  |  |  |  |  |  |  |  |  |  |  |  |  |  |  |  |  |  |  |  |  |  |  |  |  |  |  |  |  |  |  |  |  |  |  |  |  |  |
|          |          |          |          |          |          |  |  |        |        |        |        |                              |                              |                              |                              |                              |                              |                  |                  |                  |                  |        |        | Celebrimbor criador dos Anéis |                  |                  |                  |                  |                  |           |           |           |           |           |           |           |           |        |        |        |        |       |       |          |          |          |          |          |          |       |       |       |       |  |  |  |  |  |  |  |  |  |  |  |  |  |  |  |  |  |  |  |  |  |  |  |  |  |  |  |  |  |  |  |  |  |  |  |  |  |  |  |  |  |  |  |  |

    Reis dos Noldor em Valinor
    Altos Reis dos Noldor no Exílio (na Terra Média)
Todos os personagens mostrados são Elfos. A árvore acima segue a nota tardia O Shibboleth de Fëanor. No Silmarillion publicado, a ordem de nascimento dos filhos de Fëanor é Maedhros, Maglor, Celegorm, Caranthir, Curufin (pai de Celebrimbor), Amrod e Amras; as meias-irmãs de Fëanor, Findis e Lalwen, não aparecem.

## Desenvolvimento
Fëanor foi originalmente chamado de Curufinwë ("[filho] habilidoso de Finwë") na língua fictícia de Quenya criada por Tolkien. Ele é conhecido como Fëanáro, "espírito de fogo" em Quenya, derivado de fëa ("espírito") e nár ("chama"). Fëanáro é seu "nome de mãe" ou Amilessë, o nome dado pela mãe de um Elfo no nascimento ou alguns anos depois, sendo um de seus nomes verdadeiros.
Tolkien escreveu pelo menos quatro versões do Juramento de Fëanor, conforme encontrado em A História da Terra Média. As três versões mais antigas estão em Os Cantos de Beleriand: em verso aliterativo (circa 1918–1920), no capítulo 2, "Poemas Abandonados Cedo", A Fuga dos Noldoli de Valinor, linhas 132–141; em dísticos rimados (circa 1928), no capítulo 3, "O Canto de Leithian", Canto VI, linhas 1628–1643; e em uma forma diferente, reiterada por Celegorm, terceiro filho de Fëanor, no capítulo 3, "O Canto de Leithian", Canto VI, linhas 1848–1857. Uma versão posterior está em O Anel de Morgoth. Fëanor está entre os principais personagens que Tolkien, que também ilustrava seus escritos [en], dotou de um emblema heráldico [en] distinto.

## Análise

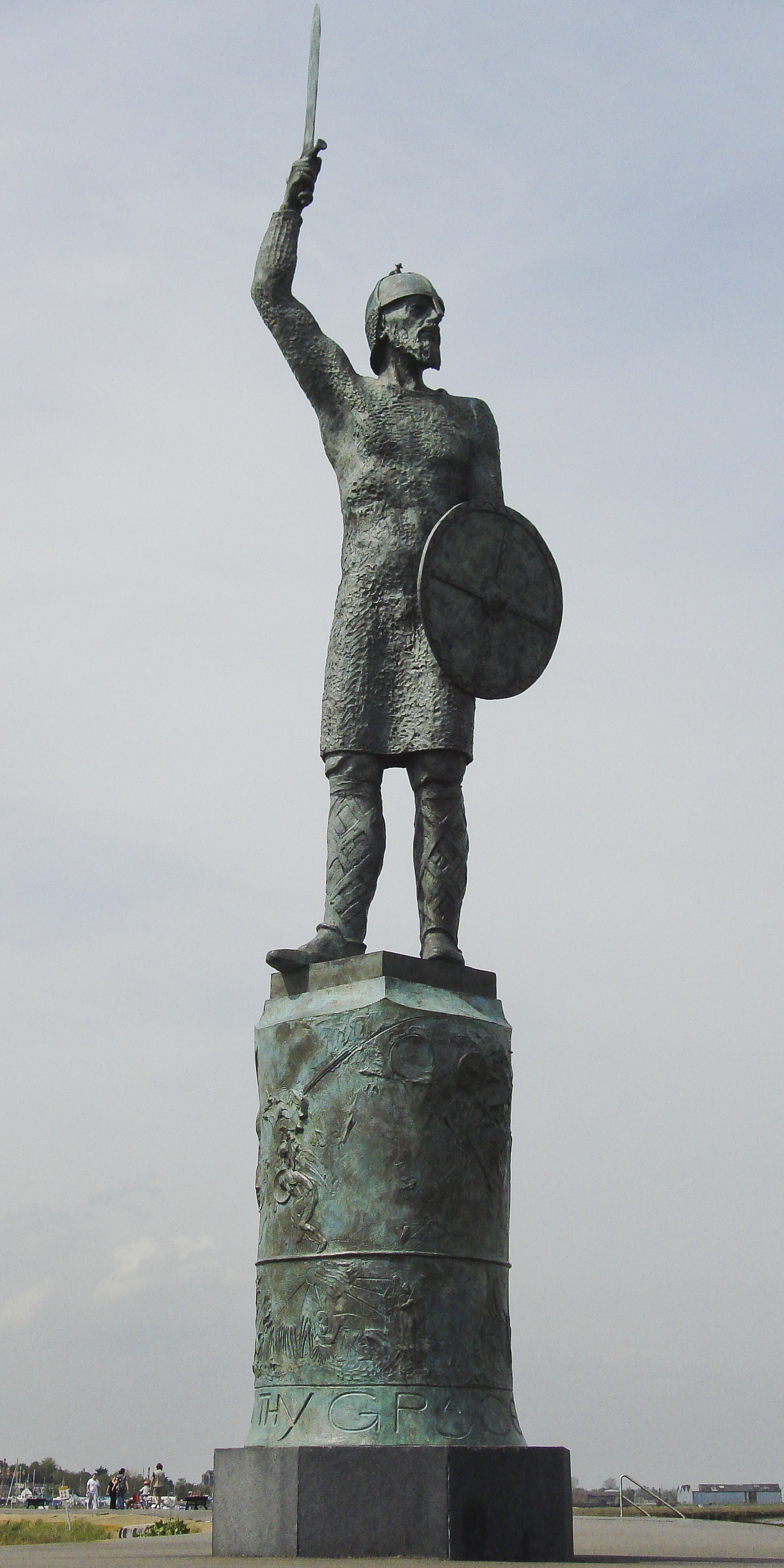
O orgulhoso líder anglo-saxão Byrhtnoth pode ter inspirado Tolkien a criar Fëanor. Estátua em Maldon por John Doubleday

### Orgulho e queda
A estudiosa de Tolkien Jane Chance [en] vê a corrupção de Elfos e Homens por Morgoth como claramente bíblica, pois "espelha a de Adão e Eva por Satanás; o desejo por poder e ser semelhante a um deus é o mesmo desejo pelo conhecimento do bem e do mal testemunhado no Jardim do Éden." Ela considera as Silmarils como símbolos desse desejo. Chance identifica o desejo de Fëanor de ser como os Valar ao criar "coisas próprias" como orgulho rebelde, e que, como Melkor, ele "sucumbe a um 'amor ganancioso'" por suas criações, o que leva à sua queda. Ela aponta que a rebelião de Fëanor é ecoada pela do homem Númenoreano Ar-Pharazon e, no final de O Silmarillion, pelo Maia Sauron, que se torna o Senhor das Trevas de O Senhor dos Anéis.
| Tolkien | Bíblia     | Ação                                                                              | Resultado                                                    |
| ------- | ---------- | --------------------------------------------------------------------------------- | ------------------------------------------------------------ |
| Morgoth |            | Corrompe Homens, Elfos                                                            | Exilado, sua fortaleza Angband destruída, Beleriand submersa |
|         | Satanás    | Corrompe Adão e Eva                                                               | Anjo caído                                                   |
| Fëanor  |            | Orgulho rebelde, desejo por orgulho e ser semelhante a um deus, cria as Silmarils | Queda: sua morte, desastre para seu povo, ruína de Beleriand |
|         | Adão e Eva | Desejo por conhecimento divino do bem e do mal                                    | Queda do homem, expulsão do Jardim do Éden                   |

A filóloga Elizabeth Solopova [en] sugere que o personagem de Fëanor foi inspirado pelo líder anglo-saxão Byrhtnoth, particularmente em sua aparição no poema "A Batalha de Maldon". O poema narra como ele é morto na batalha de 991. Tolkien escreveu uma pequena peça em verso, The Homecoming of Beorhtnoth Beorhthelm's Son sobre o orgulho equivocado do personagem, e descreveu Byrhtnoth como enganado por "orgulho e cavalheirismo mal colocado, que se provaram fatais" e como "tolo demais para ser heroico". Fëanor é igualmente movido por um "orgulho dominante" que causa sua morte e a de inúmeros seguidores.

### Orgulho na subcriação

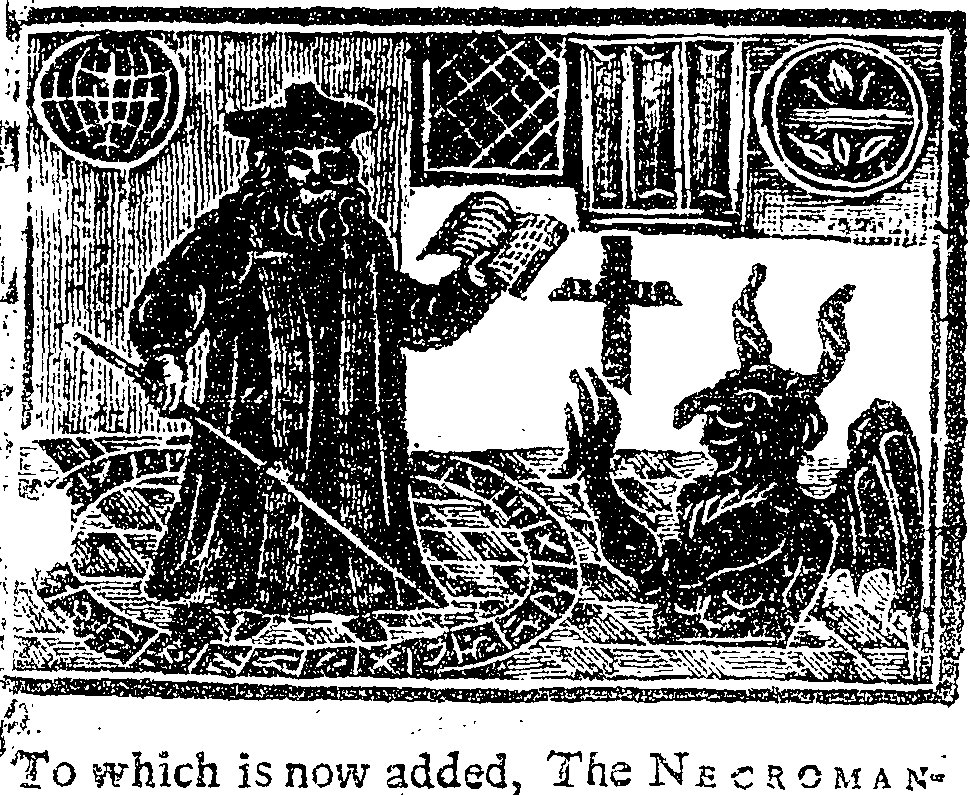
O orgulho autodestrutivo de Fëanor em sua criação foi comparado ao de Thomas Mann em "Doutor Fausto", na figura do compositor fictício do século XX Adrian Leverkühn, uma reinterpretação da lenda de Fausto. Gravura inglesa de 1740 do pacto de Doutor Fausto com o Diabo.

O estudioso de Tolkien Tom Shippey comenta que Fëanor e suas Silmarils estão relacionados ao tema de O Silmarillion de uma maneira particular: o pecado dos Elfos não é o orgulho humano, como na queda bíblica, mas seu "desejo de criar coisas que reflitam ou incorporem sua própria personalidade para sempre". Essa forma élfica de orgulho leva Fëanor a forjar as Silmarils, e Shippey sugere que isso também levou Tolkien a escrever suas ficções: "Tolkien não pôde evitar de ver uma parte de si mesmo em Fëanor e Saruman, compartilhando seu desejo talvez lícito, talvez ilícito, de 'subcriar'."
John Ellison, escrevendo no jornal da The Tolkien Society [en], Mallorn, faz uma comparação entre Fëanor e a lenda de Fausto, particularmente a versão de Thomas Mann em seu romance de 1947 Doutor Fausto. Na visão de Ellison, a história de vida de ambos os personagens é de "gênio corrompido finalmente em insanidade; o impulso criativo se volta contra seu possuidor e o destrói, junto com grande parte da estrutura da sociedade." Ele descreve como paralelos a representação de Mann de seu personagem Fausto, Leverkühn, em uma Alemanha nazista em colapso e o início da mitologia de Tolkien em meio ao colapso da Europa pré-1914 na Primeira Guerra Mundial. Fëanor não é, ele escreve, um equivalente exato de Doutor Fausto: ele não faz um pacto com o diabo; mas tanto Fëanor quanto Leverkühn superam seus mestres em habilidade criativa. Ellison chama Leverkühn de "um Fëanor de nossos tempos" e comenta que, longe de ser uma simples batalha do bem contra o mal, o mundo de Tolkien, como visto em Fëanor, tem "as forças criativas e destrutivas da natureza humana ... indivisivelmente ligadas; essa é a essência do 'mundo caído' em que vivemos." Ele acrescenta que Fëanor é central a todo o legendarium de Tolkien, "a dobradiça em que toda a grande história ... gira."
| Fëanor de Tolkien                                                                                               | Leverkühn de Mann                                                              |
| --- | ------------------------------------------------------------------------------ |
| "gênio corrompido finalmente em insanidade"                                                                     |                                                                                |
| "impulso criativo se volta contra seu possuidor e o destrói", e grande parte da sociedade                       |                                                                                |
| Tolkien vê a Inglaterra como um "país verde arruinado e despojado pelo desenvolvimento industrial ou comercial" | Mann vê a Alemanha do início do século XX "prestes a deslizar para a barbárie" |

Como Shippey, Ellison relaciona a criação das Silmarils por Fëanor ao que ele supõe ser a crença de Tolkien: que era "um ato perigoso e inadmissível" que ia além do que o Criador havia destinado aos Elfos. Além disso, Ellison sugere que, embora Fëanor não represente diretamente Tolkien, há algo em sua ação que pode ser aplicado à vida de Tolkien. Tolkien chama Fëanor de "fey"; Ellison observa que Tolkien analisou seu próprio nome como tollkühn, com o mesmo significado. Além disso, Tolkien parece, escreve Ellison, ter sentido um conflito entre sua própria "subcriação" e sua fé católica.

### Ancestralidade como guia para o caráter
Shippey e a estudiosa de Tolkien Verlyn Flieger [en] observam que Tolkien pretendia que a ancestralidade fosse um guia para o caráter. Shippey escreve que O Silmarillion ecoa a mitologia nórdica nessa crença, e que talvez seja necessário estudar as árvores genealógicas para ver claramente como isso funciona:
| Personagem                                  | Ancestralidade                          | Efeito                                              |
| ------------------------------------------- | --------------------------------------- | --------------------------------------------------- |
| Fëanor                                      | Noldor puro, de pai e mãe               | Criativo, obstinado, egoísta                        |
| Meios-irmãos de Fëanor Finarfin e Fingolfin | Mãe (Indis) é da raça "sênior", Vanyar  | "Superiores" a Fëanor "em contenção e generosidade" |
| Filhos de Finarfin Finrod e Galadriel       | Mãe (Eärwen) é da raça "júnior", Teleri | Relativamente simpáticos                            |
| Filhos de Fingolfin, ex. Aredhel            | "Mistura de Noldor/Vanyar"              | "Imprudentes"                                       |
| Filhos de Fëanor                            | Noldor puros                            | Agressivos, pouco simpáticos                        |

### "Sutil" e "habilidoso"
Flieger escreve que o fogo de Fëanor impulsiona sua criatividade, criando as belas letras do alfabeto Fëanoriano e joias, incluindo, fatalmente, as Silmarils. Ela comenta que Tolkien, escolhendo suas palavras com cuidado, chama Fëanor de "sutil", pela etimologia do latim sub-tela, "sob a urdidura (de uma tecelagem)", ou seja, os fios de trama que cruzam a urdidura, uma parte perigosa da estrutura da vida; e "habilidoso", pela etimologia do indo-europeu skel-, "cortar", como os Noldor em geral, tendendo a causar divisão entre os Elfos; e, de fato, suas escolhas e as Silmarils levam a divisão e guerra, ao Fratricídio de Elfo por Elfo, ao roubo dos navios dos Elfos Teleri em Aman e, por sua vez, a mais desastres através do mar em Beleriand.
| Termos de Tolkien | Etimologia                                              | Implicações                                    |
| ----------------- | ------------------------------------------------------- | ---------------------------------------------- |
| "sutil"           | Latim: sub-tela, "sob a urdidura [en]" de uma tecelagem | Uma pessoa que vai contra a corrente, perigosa |
| "habilidoso"      | Indo-europeu skel-, "cortar"                            | Uma pessoa divisiva, que causa conflito        |

## Na cultura popular
O nome do álbum Oath Bound, da banda de black metal Summoning, vem do Oath of Fëanor (Juramento de Fëanor); as letras tratam da Quenta Silmarillion. A canção "The Curse of Fëanor", da banda Blind Guardian, presente no álbum Nightfall in Middle Earth, narra o juramento de Fëanor para perseguir Morgoth. A banda russa de power metal Epidemia tem uma canção intitulada "Fëanor", sobre a campanha do personagem contra Morgoth e sua morte.

## Fragmento deO Silmarillion
«[...] pois Fëanor fora, dos Filhos de Ilúvatar, aquele que fora feito mais poderoso em tudo quanto respeitava o corpo e a mente, em coragem, em resistência, em beleza, em compreensão, em perícia, em força e em subtileza, e havia nele uma chama viva.»

### J. R. R. Tolkien
1. ↑  (Tolkien 1977), Capítulo 6 "De Fëanor e a Libertação de Melkor"
2. 1 2 3 4  (Tolkien 1977), Capítulo 7, "Das Silmarils e a Inquietação dos Noldor"
3. ↑  (Tolkien 1977), cap. 8, "Do Escurecimento de Valinor"
4. 1 2 3 4 5 6 7 8 9  (Tolkien 1977), Capítulo 9, "Da Fuga dos Noldor"
5. ↑  (Tolkien 1977), Capítulo 19, "De Beren e Lúthien"
6. 1 2  (Tolkien 1977), Capítulo 24, "Da Viagem de Eärendil"
7. ↑  (Tolkien 1986), cap. 3: "Quenta Noldorinwa"
8. ↑  (Tolkien 1994), Parte 2, "O Último Quenta Silmarillion", "Os Últimos Capítulos do Quenta Silmarillion"
9. ↑  (Tolkien 1996), "O Shibboleth de Fëanor"
10. ↑  (Tolkien 1977), "Dos Anéis de Poder e da Terceira Era": Árvore Genealógica I: "A Casa de Finwë e a Descendência Noldorin de Elrond e Elros"
11. ↑  (Tolkien 1996), Capítulo 11 "O Shibboleth de Fëanor"
12. ↑  (Tolkien 1966), "O Retorno de Beorhtnoth, Filho de Beorhthelm"
13. ↑  (Tolkien 1966), pp. 4, 22

- Tolkien, J. R. R. (1966). The Tolkien Reader. Nova Iorque: Ballantine Books. ISBN 0-345-34506-1
- Tolkien, J. R. R. (1977).  Tolkien, Christopher, ed. The Silmarillion [O Silmarillion]. Boston: Houghton Mifflin. ISBN 978-0-395-25730-2
- Tolkien, J. R. R. (1985).  Tolkien, Christopher, ed. The Lays of Beleriand [Os Lais de Beleriand]. Boston: Houghton Mifflin. ISBN 0-395-39429-5
- Tolkien, J. R. R. (1986).  Tolkien, Christopher, ed. The Shaping of Middle-earth [A Formação da Terra-média]. Londres: George Allen & Unwin. ISBN 978-0-395-42501-5
- Tolkien, J. R. R. (1993).  Tolkien, Christopher, ed. Morgoth's Ring [Anel de Morgoth]. Boston: Houghton Mifflin. ISBN 0-395-68092-1
- Tolkien, J. R. R. (1994).  Tolkien, Christopher, ed. The War of the Jewels [A Guerra das Joias]. Londres: HarperCollins. ISBN 0-395-71041-3
- Tolkien, J. R. R. (1996).  Tolkien, Christopher, ed. The Peoples of Middle-earth [Os povos da Terra-média]. Boston: Houghton Mifflin. pp. 341–400. ISBN 978-0-395-82760-4